# Eusebia di Hamage
Eusebia di Hamage (637 – Hamage, 16 marzo 670) è stata una badessa franca, venerata come santa dalla Chiesa cattolica.

## Biografia
Primogenita di Adalberto I d'Ostrevent e Rictrude di Marchiennes, Eusebia fua sorella maggiore dei santi Adalsinda, Cotsdina e Mauronto; la regina Nantechilde fu sua madrina al battesimo. Le informazioni sulla sua vita si possono ricavare principalmente da tre fonti: le Vita Rictrudis e Vita Eusebiae in esametri di Giovanni di Saint-Amand e la fonte stessa di Giovanni, le Vitae in prosa di Ubaldo di Saint'Amand.
Dopo l'uccisione del padre, Eusebia si trasferì con la madre e le sorelle nel monastero benedettino di Marchiennes, amministrato dalla madre in veste di badessa. Poco dopo Eusebia fu affidata alle cure della bisnonna Gertrude e, alla morte della donna nel 649, la dodicenne Eusebia le successe come badessa di Hamage. 
Ritenendola troppo giovane, la madre la costrinse ad abbandonare l'abbazia e, tramite una lettre de cachet di Clodoveo II, ottenne che la figlia tornasse da lei a Marchiennes. La raggazina però non volle rinunciare ai propri doveri da badessa e si trasferì al monastero della madre insieme alle consorella di Hamage, occupandosi di loro in segreto durante la notte. Quando la madre scoprì la disobbedienza della figlia, ordinò a Mauronto di picchiare la sorrella e il ragazzo lo fece con tanta foga che la bambina quasi morì; secondo la Vita Eusebiae, invece, il bastone con cui Mauronto la stava picchiando gli volò via dalle mani e si piantò a terra, dove cominciò a germogliare.
Vista la testardaggine della figlia, Rictrude le concesse di tornare all'abbazia di Hamage, dove Eusebia guidò le religiose per un ventennio e si distinse per umiltà e devozione. Come lei stessa aveva predetto, morì all'età di trentatré anni.

## Culto
Eusebia fu inizialmente sepolta nella chiesa dell'abbazia, ma il suo culto era ormai talmente diffuso che la nuova badessa Gertrude fece erigere una chiesa nuova e più grande, dove le spoglie di Eusebia furono translate. Sia la chiesa che l'abbazia furono bruciate dai normanni e i resti della badessa rimasero custoditi in una semplice bara di legno fino al 1133. Nel 1537 una delle sue costole, insieme a un osso della mano della madre, furono portate a Douai per essere conservate nella collegiata di San Pietro.